# Major Payne
Major Payne er en amerikansk komediefilm fra 1995 instrueret af Nick Castle. Filmen er til vis del et remake af The Private War of Major Benson fra 1955.

## Rolliste (udvalgt)
- Damon Wayans - Major Benson Winifred Payne
- Karyn Parsons - Emily Walburn
- Steven Martini - Cadet Alex J. Stone
- Michael Ironside - Lt. Col. Stone
- Orlando Brown - Cadet Kevin "Tiger" Dunn
- Albert Hall - General Decker
- Damien Wayans - Cadet Dwight "D." Williams
- Chris Owen - Cadet Wuliger
- Bam Bam Bigelow - Biker

## Eksterne Henvisninger
- Major Payne på Internet Movie Database (engelsk)
- Major Payne på Filmdatabasen
- Major Payne i Svensk Filmdatabas (svensk)
- Major Payne på AlloCiné (fransk)
- Major Payne på MovieMeter (nederlandsk)
- Major Payne på AllMovie (engelsk)
- Major Payne hos American Film Institute (engelsk)
- Major Payne på Turner Classic Movies (engelsk)
- Major Payne på The Movie Database (engelsk)
- Major Payne på Rotten Tomatoes (engelsk)